# Obwód tomski
Obwód tomski (ros. Томская область, Tomskaja obłast’) – jednostka administracyjna Federacji Rosyjskiej.

## Geografia
Obwód leży w azjatyckiej części Rosji. Większą część powierzchni obwodu pokrywa tajga oraz bagna.

### Strefa czasowa
Obwód Tomski należy do omskiej strefy czasowej (MSK). UTC +7:00 przez cały rok. Wcześniej, przed 27 marca 2011 roku, obowiązywał czas standardowy (zimowy) strefy UTC+6:00, a czas letni – UTC+7:00.
W skład obwodu wchodzą: 4 okręgi miejskie, 16 rejonów administracyjnych, 3 miejskie i 117 wiejskich osiedli, 576 wsi.
1. Rejon aleksandrowski
2. Rejon kargasokski
3. Rejon parabielski
4. Rejon kołpaszewski
5. Rejon czaiński
6. Rejon mołczanowski
7. Rejon kriwoszieiński
8. Rejon sziegarski
9. Rejon kożiewnikowski
10. Rejon tomski
11. Rejon asinowski
12. Rejon pierwomajski
13. Rejon wierchniekietski
14. Rejon tieguldietski
15. Rejon zyriański
16. Rejon bakczarski

| Tomsk            | 508,6       | Kożewnikowo        | 7,9 (2003) |
| Siewiersk        | 106,9       | Bakczar            | 7,2 (2003) |
| Strieżewoj       | 45,2        | Zyrianskoje        | 6,3 (2003) |
| Asino            | 26,8        | Parabiel           | 6,2 (2003) |
| Kołpaszewo       | 24,7        | Mołczanowo         | 6,1 (2003) |
| Mielnikowo       | 10,1 (2005) | Kriwoszieino       | 6,0 (2003) |
| Kargasok         | 8,5 (2003)  | Pierwomajskoje     | 5,8 (2003) |
| Biełyj Jar       | 8,6         | Samuś              | 5,7 (2003) |
| Togur            | 8,4 (2003)  | Zonalnaja Stancyja | 5,0 (2003) |
| Aleksandrowskoje | 8,0 (2003)  | Podgornoje         | 5,0 (2003) |

## Historia
W 1804 r. powstała gubernia tomska. Obwód utworzono 13 sierpnia 1944.

## Gospodarka
W obwodzie rozwinął się przemysł maszynowy, metalowy, elektrotechniczny, spożywczy oraz drzewny. W obwodzie tomskim wydobywa się ropę naftową oraz gaz ziemny. Ludność obwodu zajmuje się rybołówstwem, hodowlą zwierząt futerkowych oraz uprawą zbóż.

## Tablice rejestracyjne
Tablice pojazdów zarejestrowanych w obwodzie tomskim mają oznaczenie 70 w prawym górnym rogu nad flagą Rosji i literami RUS.